# 超級瑪利歐世界
《超級瑪利歐世界》（常稱為“超級瑪利歐兄弟4”）是由日本電子遊戲廠商任天堂在1990年所推出；用於超級任天堂遊戲機的橫向捲軸動作遊戲，與《F-Zero》同為超級任天堂平台下的首發遊戲， 並是超級瑪利歐系列中的第五款作品。
此作品在推出後於全球遊戲市場裡創下銷售佳績，為超級任天堂下所有作品之最，且在《Fami通》、《任天堂力量》、《帝國雜誌》等傳媒的評比皆被列為史上最佳電子遊戲之一。

## 劇情
遊戲故事內容採用超級瑪利歐系列中常出現的戲碼─由遊戲主角「瑪利歐」與反派角色「庫巴」之間的對抗。
劇情是在前回作品《超級瑪利歐兄弟3》打敗邪惡庫巴軍團後的瑪利歐；抽空與他的兄弟路易吉以及碧姬公主一同來到擁有眾多恐龍存在的耀西島上度假。但在度假過程裡瑪利歐發現碧姬公主突然失蹤，之後透過一名叫做耀西的恐龍得知庫巴再次率領他的軍團捲土重來；除了綁走碧姬公主外也將牠的恐龍朋友都抓走。為了擊敗庫巴；瑪利歐與路易吉及耀西一同在耀西島上進行了大歷險。

## 遊戲方式
在此款作品首次登場的新角色─擬人化恐龍耀西；於遊戲裡擔任著可讓瑪利歐或路易吉使用的座騎，而耀西可依玩家透過指令方式或其它遊戲條件的不同，來做出各種多樣化動作以及擊倒敵人的招式幫助瑪利歐更輕鬆過關。
遊戲裡和前作《超級瑪利歐兄弟3》同樣有著大量的地圖關卡，但相異點在於因《超級瑪利歐世界》裡多數關卡都暗藏著隱藏遊戲要素，因此允許讓玩家不受限制地回到先前已突破的關卡、來繼續遊玩去尋找是否有遺漏掉的祕密內容，共设有96个出口。

## 遊戲開發
此遊戲主要由宮本茂所帶領的任天堂情報開發本部設計，當時是以包含手塚卓志負責遊戲總監、近藤浩治擔任配樂等十人為組的團隊、花費三年時間所製作完畢。
遊戲中「讓瑪利歐騎在恐龍耀西身上」闖關的元素，是宮本茂早在製作紅白機上的《超級瑪利歐兄弟》時便已想到的點子，但當時受限FC遊戲機的圖形處理結果表現不佳而捨棄，之後因在硬體性能方面提昇的超級任天堂主機上開發此遊戲時而再度採用。

### 重製
1994年12月，任天堂在北美发行《超级马里奥全明星+超级马里奥世界》合辑，该合辑在原有《超級瑪利歐收藏輯》的基础上增加了微调后的《超級瑪利歐世界》，其中路易吉的形象与马里奥的差异更大，而原作路易吉的精灵形象只是在马里奥形象的基础上更换颜色的结果。
2001年12月14日，任天堂於Game Boy Advance掌機平台上在日本推出《超級瑪利歐Advance 2》，收錄《超級瑪利歐世界》的重製版，內容方面除了一些關卡做了調整外；也讓原先玩家可操控的瑪利歐與路易吉角色在性能上修改，其中瑪利歐改成具有較快的衝刺速度、而路易吉則是擁有較佳的跳躍能力，另外於2002年推出歐美版上的作品名稱是改稱為「超級瑪利歐世界：超級瑪利歐冒險2」（Super Mario World: Super Mario Advance 2）。而在2006年3月15日於中國大陸推出的GBA版「超级马力欧世界」，是2D马力欧作品首次官方中文化。
2006年任天堂開始啟用Wii主機的Virtual Console服務讓玩家可回味早期電子遊戲，而《超級瑪利歐世界》被選為首款可用於該線上服務下載的作品。

## 反應

### 銷售
《超級瑪利歐世界》推出後；在日本國內賣出了355萬份以上遊戲卡帶，若在全球市場方面則有累積到高達2000萬份以上的銷售成績。除了是當年度熱賣的超級任天堂遊戲外，也是自1986年《超級瑪利歐兄弟2》起銷售成績最好的超級瑪利歐系列續作遊戲。

### 評價
作品評價方面；《超級瑪利歐世界》幾乎一致性地受到各傳媒的好評，像在電子遊戲網站GameFAQs與Allgame皆給予此作品滿分十分及五顆星最高得點的完美評價。
而在電子遊戲雜誌所作的排行榜中《任天堂力量》2006年2月第200期中將《超級瑪利歐世界》列為史上最佳200款電子遊戲的第8名，另外在《官方任天堂雜誌》的前100大遊戲列表中得到第7名的成績，而《Fami通》百大遊戲排行裡則有第61名。其它在非電子遊戲性質刊物如《帝國雜誌》中所作的百大遊戲排名裡，《超級瑪利歐世界》獲得了最高的首位成績。
至於多年後在Virtual Console平台上所重製發行的《超級瑪利歐世界》版本，仍被像是IGN之類多媒體評論網站給予正面回應，IGN一方除給予10分裡8.5的高分；並表示此為先前沒玩過舊版本的玩家值得一試的遊戲。

### 影響
在《超級瑪利歐世界》裡首次登場的角色耀西，因得到許多正面回應而讓開發商任天堂決定讓牠成為瑪利歐系列作品的固定班底之一。任天堂往後也推出許多以耀西為主角的遊戲，其中1991年年底發售的益智遊戲《耀西的蛋》便是耀西系列的首款作品。
而《超級瑪利歐世界》不僅在遊戲市場得到成功，隨後美國的DIC Entertainment電視製作公司也推出以《超級瑪利歐世界》所改編的電視動畫於1991年9月至12月在國家廣播公司頻道上播放。
另外網路上也有流傳著由一些具技術性遊戲愛好者所改寫的《超級瑪利歐世界》非官方作品，是將原先《超級瑪利歐世界》給改編成內容極度困難的遊戲。

## 外部連結
- 任天堂官方的《超級瑪利歐世界》介紹 （页面存档备份，存于）（日語）
- 任天堂官方的Virtual Console版本《超級瑪利歐世界》介紹 （页面存档备份，存于）（日語）